# Jean-Claude Heudin
Jean-Claude Heudin est un scientifique français s'intéressant à l'intelligence artificielle, la vie artificielle et, plus généralement, aux sciences de la complexité.

## Biographie
Après une dizaine d'années d'expérience dans les grandes entreprises de l'électronique et de la télécommunication, il obtient en 1988 un doctorat de l'Université d'Orsay (Paris-Sud) consacré à un système multi-expert temps réel et un microprocesseur RISC dédié à l'intelligence artificielle. Ce dispositif reçoit un premier prix de recherche et innovation.
Cofondateur d'une société spécialisée en Intelligence artificielle (IA), le chercheur participe jusqu’en 1995 à plusieurs applications importantes pour la défense et l'industrie. En 1996, il reçoit l'habilitation de l'université Paris-Sud à diriger des recherches en sciences (HDR) dans le domaine des « architectures et algorithmes biomimétiques ».
La même année, il rejoint le pôle universitaire Léonard de Vinci (Paris - La Défense) en tant que professeur titulaire. Il participe alors à la création de l’Institut de l’Internet et du Multimédia et dirige son laboratoire. En 2012, il devient le directeur de l'école et porte ses effectifs à plus de 1500 étudiants,. En 2017, il est responsable du groupe de recherche Digital du DeVinci Research Center.
Jean-Claude Heudin a également été expert auprès de l'Union européenne pour les projets « Future Emerging technologies ». Il a conseillé les expositions « Les défis du vivant » et « Sciences et science fiction » de la Cité des Sciences. En 1998 et 2000, il initie les conférences internationales « Virtual Worlds » sur les Métavers,. Il a participé au comité éditorial du portail scientifique « science.gouv.fr » à sa création.
Le chercheur a publié de nombreux articles de niveau international et plusieurs ouvrages aux éditions Odile Jacob puis Science-eBook dont il est le fondateur.
Depuis 2017, il se consacre à la recherche en Intelligence artificielle appliquée à la musique électronique.

### En tant qu'auteur
- « Les architectures RISC. Théorie et pratique des ordinateurs à jeu d'instructions réduit » (avec C. Panetto), Dunod, Paris, 1990 (réédition Bordas, 1er février 1993)
- « RISC Architectures » (avec C. Panetto), Chapman & Hall, London, 1992
- « La Vie artificielle », éditions Hermès Science, Paris, 12 décembre 1994
- « L'évolution au bord du chaos », éditions Hermès Science, Paris, 7 avril 1998
- « Les créatures artificielles - Des automates aux mondes virtuels », éditions Odile Jacob, Paris, 3 janvier 2008  (ISBN 2738120024)
- « Robots et avatars - Le rêve de Pygmalion », éditions Odile Jacob, Paris, 5 novembre 2009
- « Robot Erectus - Une anthologie des nouvelles fantastiques à l'aube des robots », Science eBook, Paris, 15 mars 2012
- « Les 3 lois de la robotique - Faut-il avoir peur des robots? », Science eBook, Paris, 19 mars 2013
- « Discover how works a Computer », Science eBook, Paris, 1er novembre 2013
- « Immortalité numérique - Intelligence artificielle et transcendance », Science eBook, Paris, 9 juin 2014, au sujet d'immortalité numérique
- « R.U.R. Les Robots Universels de Rossum - D'après Karel Capek », Science eBook, Paris, 15 juin 2015
- « Les robots dans Star Wars », Science eBook, Paris, 5 novembre 2015
- « Comprendre le Deep Learning - Une introduction aux réseaux de neurones », Science eBook, Paris, 20 novembre 2016
- « Intelligence Artificielle - Manuel de survie », Science eBook, Paris, 15 octobre 2017
- « L'Art des chatbots - Concevoir et développer une intelligence artificielle conversationnelle », Science eBook, Paris, 15 juin 2018

### En tant qu'éditeur
- « Virtual Worlds 98. Proceedings of the 1st Int. Conference on Virtual Worlds », Springer LNCS/AI 1434, 1998.
- « Virtual Worlds 2000. Proceedings of the 2nd Int. Conference on Virtual Worlds », Springer LNCS/AI 1834, 2000.
- « Virtual Worlds, Virtual Universes, Digital Life and Complexity », Perseus Books, Reading, 1998. Réimpression Westview Press, 2004.
- « Virtual Worlds, Virtual Ecosystems and Digital Art Exploration », Science eBook, Paris, 2012.
- « Frankenstein - édition spéciale du bicentenaire », Mary Shelley, Félix Nogaret, Science eBook, Paris, septembre 2016.
- « L'ève future », Auguste Villiers de l'Isle Adam, Introduction de J.-C. Heudin, Science eBook, Paris, 2018.

### En tant que traducteur
- « Metropolis », Thea von Harbou, traduction et préface de J.-C. Heudin, Science eBook, Paris, 2012.

### Sous pseudonyme
- « SUNFLOWER : Les chroniques de Tayma », Minna House, Science eBook, Paris, décembre 2014.
- « SUNFLOWER : La prophétie d'Horus », Minna House, Science eBook, Paris, septembre 2016.